# 世界児童国手戦
世界児童国手戦（せかいじどうこくしゅせん、세계어린이국수전에）は、12歳以下の出場者による囲碁の世界大会。韓国囲碁協会(KABA)主催で2001年から開催。
最強部、有段者部、高学年部、中学年部、低学年部、新星部、等に分かれて行なわれる。
冠名は、第1回から第11回は大韓生命杯（대한생명배）、第12回以降は韓華生命杯（한화생명배）。

## 歴代優勝者（最強部）
- 第1回 2001年 權亨鎭（韓国）
- 第2回 2002年 柳秀沆（韓国）
- 第3回 2003年 李志賢（韓国）
- 第4回 2004年 李浩範（韓国）
- 第5回 2005年 党毅飛（中国）
- 第6回 2006年 洪茂鎭（韓国）
- 第7回 2007年 羅玄（韓国）
- 第8回 2008年 宋在桓（韓国）
- 第9回 2009年 李東勳（韓国）
- 第10回 2010年 申眞諝（韓国）
- 第11回 2011年 申旻埈（韓国）
- 第12回 2012年 陳祈睿（台湾）
- 第13回 2013年 康又赫（韓国）
- 第14回 2014年 崔允祥（韓国）
- 第15回 2015年 文敏鍾（韓国）
- 第16回 2016年 韓友賑（韓国）
- 第17回 2017年 カン・ヒョンジェ（韓国）
- 第18回 2018年 金丞求（韓国）
- 第19回 2019年 チョ・サンヨン（韓国）